# Tinédzser l’amour
Tinédzser l’amour – drugi album Szandi, wydany nakładem Hungarotonu w 1990 roku na MC i LP. Album zajął pierwsze miejsce na węgierskiej liście przebojów.

## Lista utworów
1. „Tinédzser l'amour” (3:49)
2. „Loko-loko-lokni” (4:06)
3. „Rád gondolok, mást csókolok” (4:53)
4. „Fehér póló, kék jeans” (2:44)
5. „Hármat dobban a szív” (3:56)
6. „Kislány, kezeket fel” (4:07)
7. „Forró csók” (3:43)
8. „Csak a szívemen át” (4:22)
9. „Mondd csak, tündér” (3:45)
10. „14 gyertyaszál” (3:58)

## Wykonawcy[4]
- Alexandra Pintácsi – wokal
- István Faragó – gitara, mandolina
- Miklós Fenyő – syntezator, wokal wspierający
- István Hajni – perkusja
- Gyula Fekete – saksofon, wokal wspierający
- Róbert Szikora – wokal wspierający